# Claude Goretta
Claude Goretta ( Ginebra, 23 de junio de  1929 –  Ginebra,  20 de febrero de  2019) fue un director de cine suizo, destacado exponente del "Nuevo cine suizo". Su obra refleja una minuciosa observación de la realidad social de su país. L'invitation fue nominada a los Óscar como mejor película de habla no inglesa.

## Filmografía no exhaustiva
- Nice time (1957), cortometraje documental con Alain Tanner
- Le fou (1970)
- La invitación (L'invitation) (1973)
- Pas si méchant que ça (1974)
- Passion et mort de Michel Servet (1975) (TV)
- La encajera (La dentellière) (1976)
- La provinciale (La provinciana) (1981)
- La mort de Mario Ricci (1983)
- Orfeo (1985)
- Si le soleil ne revenait pas (1987)
- La fouine (1992)
- L'ombre (1993)
- Het verdriet van België (La tristeza de Bélgica) (1994) serie televisiva según la novela epónima y el guion de Hugo Claus[2]

## Premios y distinciones
Premios Óscar
| Año  | Categoría                          | Película     | Resultado |
| ---- | ---------------------------------- | ------------ | --------- |
| 1974 | Mejor película de habla no inglesa | L'invitation | Nominado  |

Festival Internacional de Cine de Cannes
| Año  | Categoría         | Película               | Resultado |
| ---- | ----------------- | ---------------------- | --------- |
| 1973 | Premio del Jurado | L'invitation           | Ganador   |
| 1973 | Palma de Oro      | L'invitation           | Nominado  |
| 1977 | Palma de Oro      | La dentellière         | Nominado  |
| 1983 | Palma de Oro      | La mort de Mario Ricci | Nominado  |

- 1978: César a la mejor película por La dentellière